# Super Locomotive
Super Locomotive (スーパーロコモーティブ?, Sūpā Rokomōtibu) è un videogioco arcade ibrido tra simulazione e sparatutto, sviluppato e pubblicato da SEGA nel 1982. Il titolo è incluso nella console dedicata al retrogaming Mega Drive Mini 2, però non nella versione originale ma in un porting per Mega Drive amatoriale realizzato da M2.

## Modalità di gioco
Il giocatore controlla l'omonima locomotiva a vapore che viaggia da una stazione all'altra. Lungo il percorso, deve evitare ostacoli in arrivo come altri treni con braccia muscolose, aeroplani che cercano di speronarla e farla esplodere sganciando bombe, camion che attraversano incroci e segnali rossi, dovendo aspettare che diventino blu prima di poter passare.
Il gioco si svolge in una prospettiva dall'alto nella parte superiore dello schermo, con il giocatore in grado di guidare Super Locomotive lungo più percorsi cambiando binario durante il tragitto. È armata con proiettili che possono essere sparati da dietro o dalla ciminiera per distruggere rispettivamente bersagli a terra e in volo, e un campo di forza temporaneo che fa brillare intensamente Super Locomotive e la fa muovere più velocemente, proteggendola dagli ostacoli per un periodo di tempo limitato. L'uso di questi esaurirà rapidamente una barra di energia che deve essere mantenuta tra i livelli raccogliendo torri petrolifere e carrozze.
Una volta completato un livello, si gioca una fase bonus in cui Super Locomotive tenta di sparare a quanti più nemici in volo possibile entro un periodo di tempo finito, con il bonus assegnato che dipende dal numero di nemici distrutti. La sessione poi riprende con livelli più impegnativi.

## Musica
In Super Locomotive è presente una versione sintetizzata ad 8-bit di Rydeen della Yellow Magic Orchestra.